# Ortelle
Ortelle (Arteḍḍhre in dialetto salentino) è un comune italiano di 2 161 abitanti della provincia di Lecce in Puglia.
Situato nel Salento sud-orientale, comprende anche la frazione di Vignacastrisi.

## Geografia fisica

### Territorio
Sorge nell'immediato entroterra di Castro. Il territorio del comune, che occupa una superficie di 9,95 km², risulta compreso tra i 52 e i 125 metri sul livello del mare; pertanto l'escursione altimetrica complessiva risulta essere pari a 73 metri. Comprende anche la frazione di Vignacastrisi distante 2,5 km in direzione sud. Secondo i dati del censimento 2001, la frazione ha una popolazione di 1 377 abitanti ed è situata a 92 metri s.l.m. Confina a nord con il comune di Poggiardo, a est con il comune di Santa Cesarea Terme, a sud con i comuni di Castro e Diso, a ovest con il comune di Spongano.
Dall'ottobre 2006, parte del suo territorio rientra nel Parco Costa Otranto - Santa Maria di Leuca e Bosco di Tricase, istituito dalla Regione Puglia allo scopo di salvaguardare la costa orientale del Salento, ricca di beni architettonici e di specie floreali e faunistiche. Ricade nel territorio di Ortelle, in prossimità del confine con il comune di Castro, l'area naturale de I Canali che si caratterizza per una morfologia molto accidentata con una successione di terrazzi che digradano nel canale che convoglia le acque piovane.
L'area presenta diversi terrazzamenti collegati da ripide scale in pietra, numerose grotte e importanti specie vegetali e animali, anche in via di estinzione.
- Classificazione sismica: zona 4 (sismicità molto bassa), Ordinanza PCM n. 3274 del 20/03/2003

### Clima
Dal punto di vista meteorologico Ortelle rientra nel territorio del basso Salento che presenta un clima prettamente mediterraneo, con inverni miti ed estati caldo umide. In base alle medie di riferimento, la temperatura media del mese più freddo, gennaio, si attesta attorno ai +19,1 °C, mentre quella del mese più caldo, agosto, si aggira sui +29,1 °C. Le precipitazioni medie annue, che si aggirano intorno ai 676 mm, presentano un minimo in primavera-estate ed un picco in autunno-inverno.
Facendo riferimento alla ventosità, i comuni del basso Salento risentono debolmente delle correnti occidentali grazie alla protezione determinata dalle serre salentine che creano un sistema a scudo. Al contrario le correnti autunnali e invernali da Sud-Est, favoriscono in parte l'incremento delle precipitazioni, in questo periodo, rispetto al resto della penisola.
| Ortelle                    | Mesi | Mesi | Mesi | Mesi | Mesi | Mesi | Mesi | Mesi | Mesi | Mesi | Mesi | Mesi | Stagioni | Stagioni | Stagioni | Stagioni | Anno |
| Ortelle                    | Gen  | Feb  | Mar  | Apr  | Mag  | Giu  | Lug  | Ago  | Set  | Ott  | Nov  | Dic  | Inv      | Pri      | Est      | Aut      | Anno |
| -------------------------- | ---- | ---- | ---- | ---- | ---- | ---- | ---- | ---- | ---- | ---- | ---- | ---- | -------- | -------- | -------- | -------- | ---- |
| T. max. media (°C)         | 19,2 | 21,8 | 22,0 | 22,9 | 25,7 | 27,9 | 29,8 | 30,2 | 28,2 | 25,2 | 23,1 | 21,4 | 20,8     | 23,5     | 29,3     | 25,5     | 24,8 |
| T. min. media (°C)         | 19,2 | 19,8 | 21,1 | 22,0 | 24,7 | 25,6 | 28,0 | 28,9 | 27,2 | 22,0 | 20,1 | 19,7 | 19,6     | 22,6     | 27,5     | 23,1     | 23,2 |
| Precipitazioni (mm)        | 80   | 60   | 70   | 40   | 29   | 21   | 14   | 21   | 53   | 96   | 109  | 83   | 223      | 139      | 56       | 258      | 676  |
| Umidità relativa media (%) | 79,0 | 78,9 | 78,6 | 77,8 | 75,7 | 71,1 | 68,4 | 70,2 | 75,4 | 79,3 | 80,8 | 80,4 | 79,4     | 77,4     | 69,9     | 78,5     | 76,3 |

- Classificazione climatica di Ortelle:[7]
  - Zona climatica: C
  - Gradi giorno: 1282

## Origini del nome
Il toponimo deriva dal latino hortella che significa "piccoli orti".

## Storia
Il territorio del comune di Ortelle si estende tra due antiche città messapiche: quella di Vaste e quella di Castro. Proprio dell'antica Contea di Castro ha fatto parte fino all'emanazione delle leggi che abolivano la feudalità nel 1806.
Il centro abitato, di dimensioni contenute, si sviluppa in costruzioni a uno o due piani, con una diffusa presenza di scantinati, molti dei quali scavati nella roccia calcarenitica. L'architettura che lo caratterizza è quella tipica dei borghi rurali salentini incentrati attorno alla chiesa matrice e servita da una maglia stradale che rappresenta la prosecuzione naturale di antiche vie rurali preesistenti dando un risultato di una serie di stradine spesso strette e vicoli con alcune piazze. Presenta un piccolo vecchio nucleo con urbanistica a corte formato da modeste casette. La conservazione di alcuni cognomi fanno pensare a significative immigrazioni di popolazioni di origine neogreca (Cazzato, Micello, Strambaci, ecc.), come alcuni toponimi fanno ritenere la presenza di famiglie di religione ebraica (via della Giudecca).
Le origini di Ortelle sono probabilmente legate alla presenza di piccole estensioni di terreni fertili in un comprensorio salentino caratterizzato piuttosto da terreni scarsi o rocciosi. In periodo ellenistico, favorita dalla presenza di depositi di argille, si sviluppa una economia produttiva di laterizi e materiali di terracotta e probabilmente un primo nucleo di abitazioni, come confermato dalla presenza di una necropoli in località San Vito, con ricchi corredi funebri. Recenti studi archeologici, sulla scorta di una più attenta ed organica analisi dei sporadici rinvenimenti nel territorio ortellese, fanno pensare a un insediamento messapico autonomo (villaggio satellite) rispetto alla città messapica principale di Vaste. Le recenti scoperte sull'imponente sviluppo della città fortificata di Castro, già in periodo messapico, la presenza di un autonomo centro residenziale-produttivo nel territorio ortellese e la presenza della città di Vaste, già nota per importanza ed estensione, tutte ricomprese in pochi chilometri di distanza, restituisce un modello urbanistico alquanto complesso ancora in buona parte da definire.
La presenza di una piccola falda freatica, favorita da strati argillosi impermeabili, per esempio in località Puzze, favorisce la disponibilità di acque potabili essenziali alla permanenza di una comunità stabile, confermando la teoria che vuole la dispersione e la dimensione demografica dei centri abitati salentini legata più alla disponibilità idrica che ad altri fattori, in un equilibrio disponibilità idrica-popolazione residente che sarà rotto solo con la costruzione del grande acquedotto pugliese.

La presenza documentale di un menhir nell'attuale piazza San Giorgio, raffigurato nello stemma lapideo posto sul portale della chiesa matrice, fanno pensare ad una caratterizzazione antropica del territorio già in epoca protostorica. Piste e massicciate di epoca romana rinvenute a nord-est dell'attuale abitato fanno pensare anche a frequentazioni durante la dominazione romana. Probabilmente favorite dalle immigrazioni neogreche dal VI secolo al XIII secolo, in località San Vito, si sviluppa un importante centro rupestre. Forse già frequentato nel periodo delle scorrerie barbariche seguite alla caduta dell'Impero romano d'Occidente, quando molte popolazioni preferirono allontanarsi dai ricchi centri posti sulle strade principali per ritirarsi in più discreti e sicuri ricoveri di fortuna. Di questa frequentazione si conservano le due cripte ipogee del largo San Vito, in particolare quella della Madonna della Grotta. In particolare, gli affreschi recentemente restaurati, ci raccontano una colta e sofisticata rappresentazione dei valori della fede cattolica seguente al Concilio di Trento (1545) con molte analogie con le raffigurazioni più antiche della più nota basilica di Santa Caterina d'Alessandria in Galatina. La presenza delle raffigurazioni fanno supporre, se non la presenza di una popolazione di residenti, almeno la presenza nel periodo angioino di una comunità di clero organizzata.
Assieme al centro dell'attuale piazza San Giorgio, connotato dalla presenza di un menhir, di fabbriche di terracotta messapiche e poi dallo sviluppo del centro urbano a partire dal XVI secolo, è proprio l'attuale piazzale San Vito a costituire il secondo polo dello sviluppo di Ortelle. Dopo l'insediamento rupestre, favorito probabilmente dalla condizione demaniale dei terreni, su questo enorme largo pubblico si svilupperanno cave di conci calcarenitici (documentazioni scritte raccontano che i conci di queste cave vennero usate per la ricostruzione della cattedrale di Castro) e l'istituzione della plurisecolare fiera di San Vito. Su questi larghi venivano estratti conci di pietra calcarenitica (tufo) che sui traini venivano trasportati nei centri vicini. Le profondissime carreggiate scavate nella roccia dalle ruote ferrate dei traini, profonde anche un paio di metri, sono state distrutte negli anni settanta. Le più imponenti erano sulla vecchia strada per Poggiardo nel largo Scianniche. L'attività estrattiva, continuata fino al secolo scorso, ha distrutto ogni traccia del vecchio insediamento rupestre ad eccezione delle due cripte ipogee.
Su questi larghi si è istituzionalizzata una fiera nella quarta domenica di ottobre. Documenti della Contea di Castro, informano che in tale occasione erano tassate le attività commerciali a condizione che il Conte stesso vi presenziasse in modo ufficiale (con scorta armata). Nell'Archivio Storico di Lecce è conservata una opposizione presentata a re Ferdinando I delle Due Sicilie affinché non concedesse al comune di Spongano licenza di analoga fiera nella domenica precedente. La piccola comunità di Ortelle, alimentata prima dalle sfortune dei centri vicini di Vaste e Castro e poi dagli incrementi demografici di fine Settecento, edifica nel largo San Vito una chiesetta dedicata a san Vito e santa Marina.

### Simboli
Lo stemma e il gonfalone sono stati concessi con decreto del presidente della Repubblica del 19 giugno 1998.
Stemma
Gonfalone

## Monumenti e luoghi d'interesse

### Architetture religiose

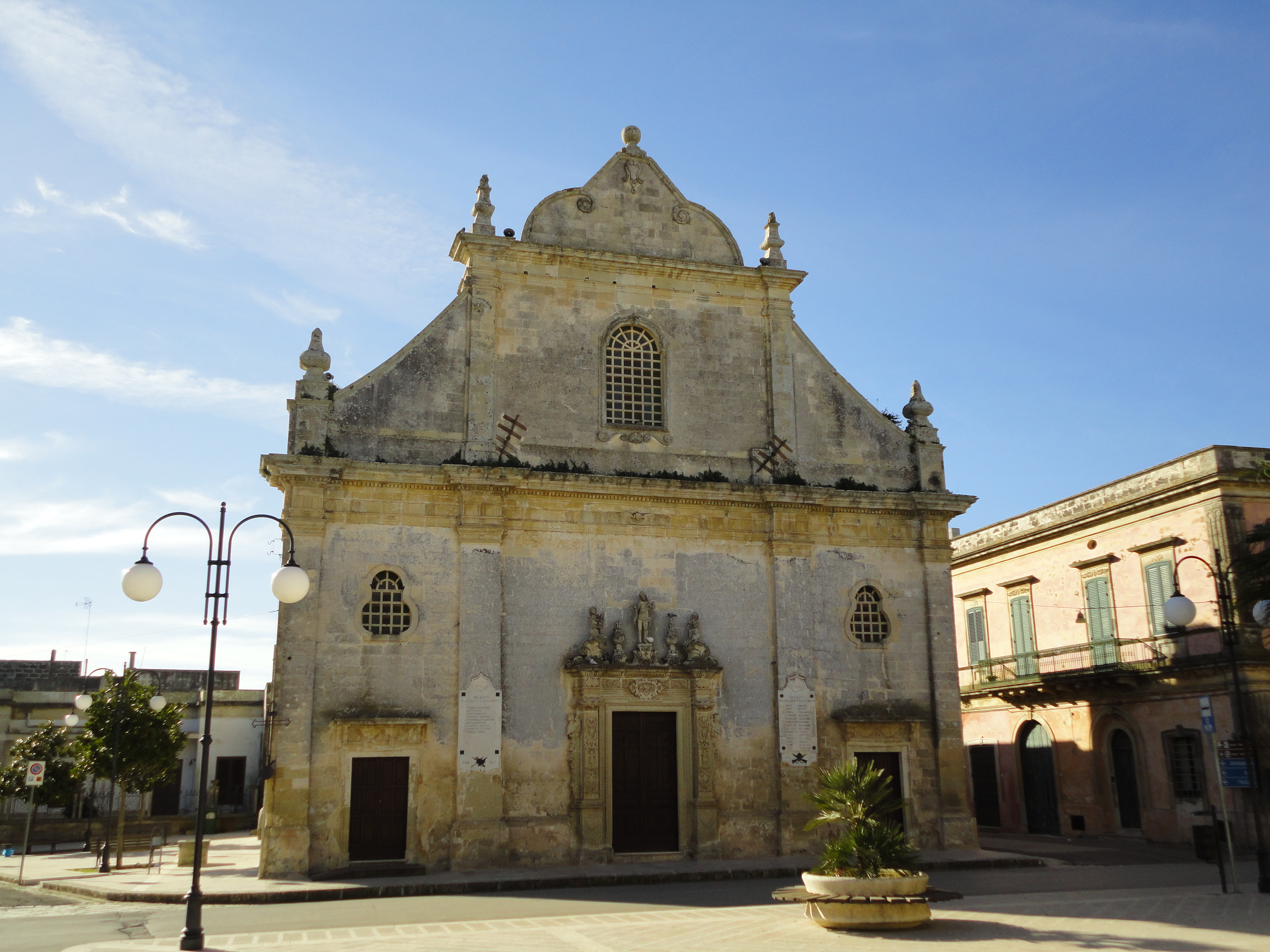
Chiesa madre

#### Chiesa madre di San Giorgio
La chiesa madre di San Giorgio risale al XVII secolo. La facciata, realizzata in carparo, è caratterizzata da modanature, lesene doriche e termina con un coronamento settecentesco. Il portale centrale è decorato con fregi barocchi ed è datato 1633; nella parte superiore vi è l'antico stemma civico dell'Universitas di Ortelle. Originariamente la chiesa era dedicata al Redentore, che è raffigurato al centro del portale con gesto benedicente.
L'interno è a tre navate con altari barocchi scolpiti a partire dal 1668 dall'artista alessanese Placido Buffelli. L'abside accoglie un particolare altare maggiore in pietra, ricco di stucchi dorati e sormontato dalla statua raffigurante la Santissima Trinità. Nella navata sinistra è presente un quadro di San Giorgio, protettore del paese; nella navata destra vi è un quadro rappresentante la Vergine Maria. Nella chiesa si conservano tre statue: una in cartapesta di san Giorgio nell'atto di uccidere il drago, un'altra a mezzo busto di san Fortunato compatrono del paese e la statua di sant'Antonio da Padova.

#### Chiesa dei Santi Vito e Marina

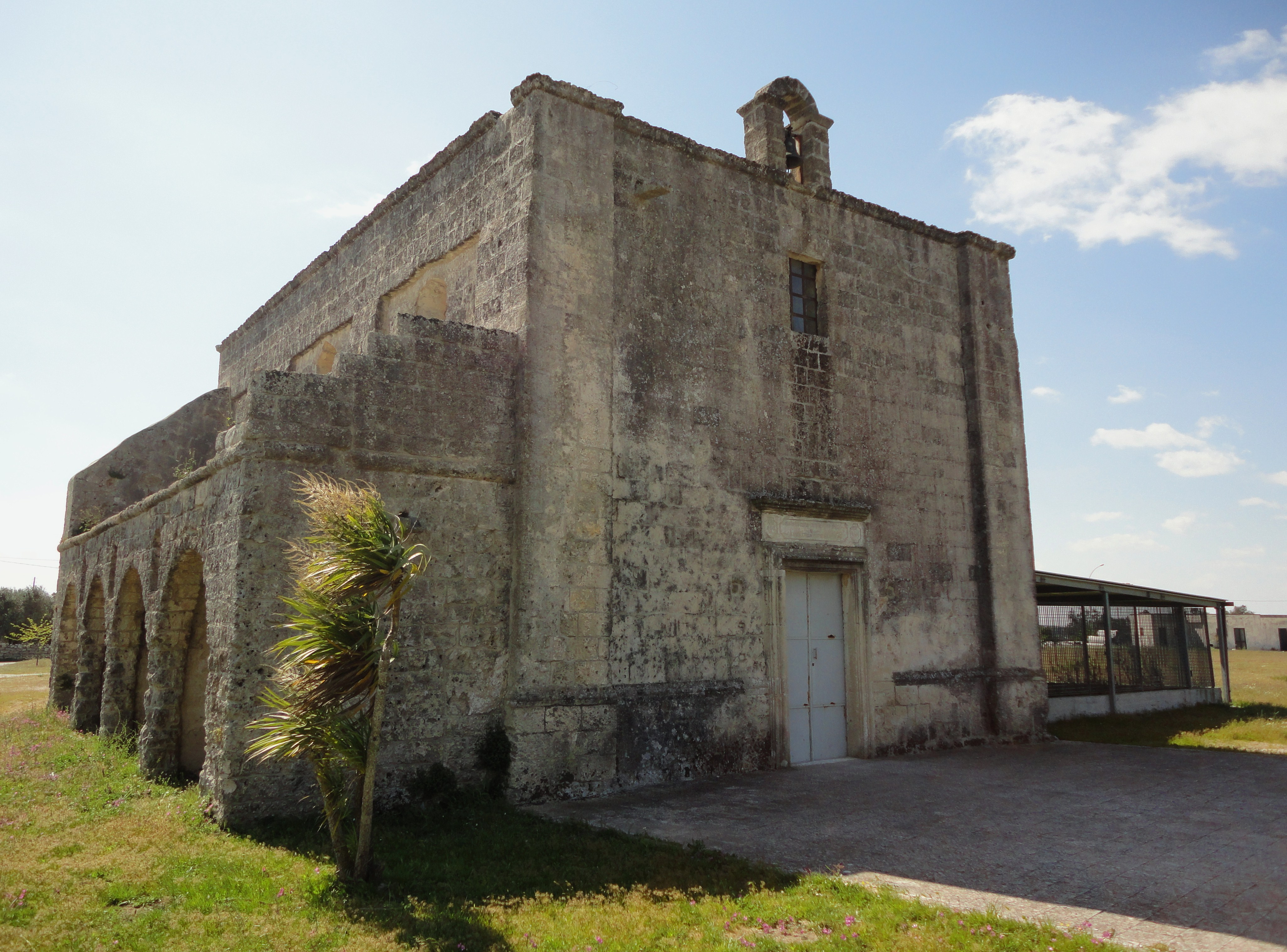
Chiesa di San Vito e Santa Marina

La chiesa dei Santi Vito e Marina risale alla seconda metà del XVIII secolo. I lavori di costruzione della struttura durarono dal 1776 al 1779. In una relazione del 1777 risulta che si sta riedificando. In base a questo si può dedurre che la chiesa attuale ne sostituisce una più antica, probabilmente coeva al complesso monumentale che sorge nei pressi. Al di sotto della chiesa, infatti, rimangono i ruderi di un altro edificio rupestre che conserva ancora tracce di affreschi e degli antichi pilastri. Le sue tracce sono emerse durante i restauri del 1987. Nel 2007 si è dato corso ad una campagna di scavi archeologici che ha restituito una serie di ambienti ipogei con differenti destinazioni. All'interno della chiesetta sono state ritrovate sepolture ottocentesche. Nell'attuale chiesa vi è una tela settecentesca raffigurante san Vito e un dipinto murale, dello stesso periodo della tela, raffigurante santa Marina mentre regge il dragone legato ad una cinghia.

#### Chiesa dell'Immacolata
La chiesa dell'Immacolata, sede dell'omonima confraternita fondata nel 1786, fu edificata nella seconda metà del XVIII secolo. Nei primi decenni dell'Ottocento fu ampliata con la costruzione di una nuova navata addossata alla piccola precedente chiesetta probabilmente composta solo dall'attuale presbiterio. La semplice facciata è segnata da due grossi pilastri angolari dall'aspetto di contrafforti, su cui si colloca il timpano mistilineo. L'interno è a navata unica con breve transetto e possiede una copertura con volta a spigolo. Il presbiterio, coperto da una volta a botte, accoglie l'altare maggiore.

#### Cripta della Madonna della Grotta

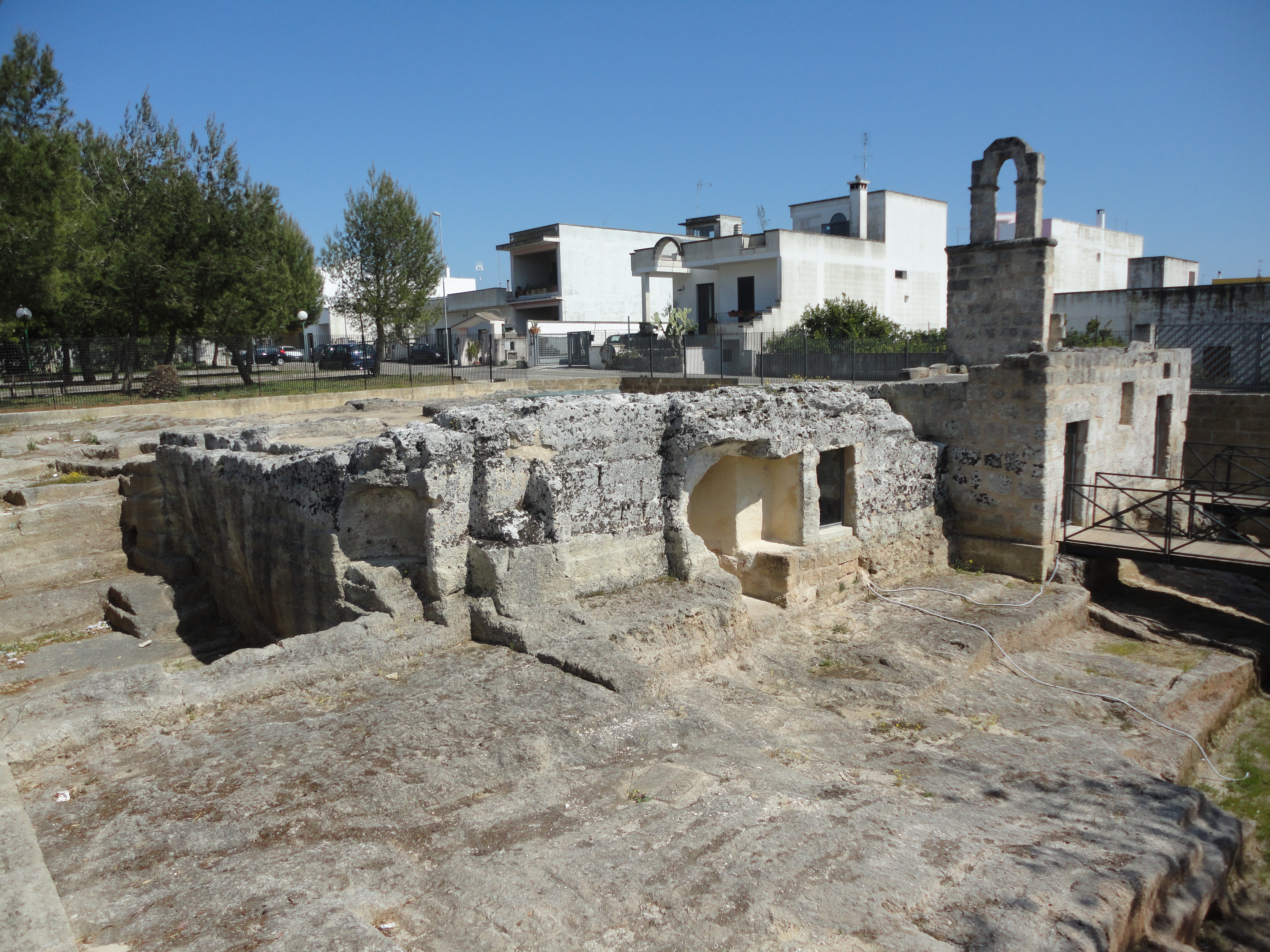
Cripta della Madonna della Grotta

La cripta della Madonna della Grotta risale al XIII secolo. Scavata interamente nel banco di roccia calcarenitica (tufo), presenta una pianta a tre navate absidate con absidi laterali quadrangolari e abside centrale semicircolare, con aggiunta di due avancorpi lungo gli ingressi e di un campanile a vela. L'interno della grotta, in passato interamente ricoperto da dipinti, conserva ancora parte della decorazione pittorica databile a epoche diverse e più volte ripresa come la figura della Madonna delle Grazie, rifatta nel XIX secolo. Sulla parete destra, nel luogo dove era addossato l'altare di santa Chiara, si trova l'immagine più enigmatica dell'intera decorazione pittorica della cripta: l'Eterno Padre, tra due angeli svolazzanti, che protegge due figure femminili (entrambe raffigurerebbero la Vergine Maria) che reggono un drappo con tre cerchi raffiguranti la Flagellazione, la Crocifissione e la Resurrezione di Cristo. È l'affresco più antico della cripta ed è databile tra la fine del XIV e l'inizio del XV secolo. Nell'abside sinistra è presente un affresco rappresentante Sant' Eligio e le storie della sua vita contornato da elementi grotteschi; Nell'abside centrale vi è un affresco che rappresenta la Madonna con Gesù Bambino affiancato a destra e a sinistra da due angeli. Tra l'abside sinistra e quella centrale c'è un altro affresco, bordato di nero, con Sant' Eligio. Nell'abside destra sono rappresentati centralmente i Santi Medici affiancati dai Santi Nicola e Liborio. Sulla colonna che divide la navata centrale dalla navata destra è presente un affresco rappresentante la Trinità.

### Architetture civili
- Casa natale del pittore Giuseppe Casciaro
- Orfanotrofio “Francesco De Viti” : La struttura è stata donata da Francesco De Viti per istituire un orfanotrofio maschile per orfani di guerra, orfani di madre, padre o di ambedue i genitori, e per i bambini poveri del paese. In seguito, l'orfanotrofio ha svolto la funzione di Scuola Materna ed oggi è sede di una delle Associazioni presenti nel territorio comunale.
- Frantoio Ipogeo
- Palazzo Rizzelli

### Aree naturali

#### Zona Canali
L'area denominata Zona Canali è rappresentata da un settore del bacino idrografico che nasce nei pressi del centro abitato di Vignacastrisi. Trattasi di un'incisione naturale che ha una lunghezza complessiva di circa 850 metri ed una larghezza media di 80 metri; l'altitudine è compresa tra 60 e 87 metri sul livello del mare. Tale incisione ospita un corso d'acqua a carattere di spiccata intermittenza, vale a dire con presenza di acqua solo durante il periodo autunno-primavera, in concomitanza di eventi piovosi di una certa entità.
Nella zona vi è la presenza di numerose forme carsiche ipogee (grotte), frutto della dissoluzione chimica esercitata dalle acque piovane nel corso dei secoli sulla roccia calcarea ivi presente. I territori circostanti abbondano di testimonianze della secolare presenza dell'uomo, quale elemento regolatore del territorio, con la presenza di muretti a secco che delimitano dei terrazzamenti e le unità particellari, il tutto amalgamato dalla presenza di ulivi secolari e di vegetazione naturale, a prevalenza di leccio.
Dal punto di vista vegetazionale l'area costituisce una delle ultime schegge di vegetazione naturale relitta ancora presenti nel Salento, dove, accanto alla presenza del leccio si hanno altri elementi più termofili quali il carrubo, l'olivastro ecc. Il sito è in stretto rapporto con il bosco delle Querce di Castro insieme al quale concorre a formare un unico corridoio ecologico che dal mare si spinge verso l'entroterra.
L'ambito territoriale ospita una fauna tipica di specie presenti in aree simili del Salento, tra cui la volpe, il tasso, il riccio, la lucertola comune, il biacco e numerose specie di uccelli, in particolare passeriformi.

## Società

### Evoluzione demografica
Abitanti censiti

### Etnie e minoranze straniere
Al 31 dicembre 2017 a Ortelle risultano residenti 144 cittadini stranieri. Le nazionalità presenti sono:

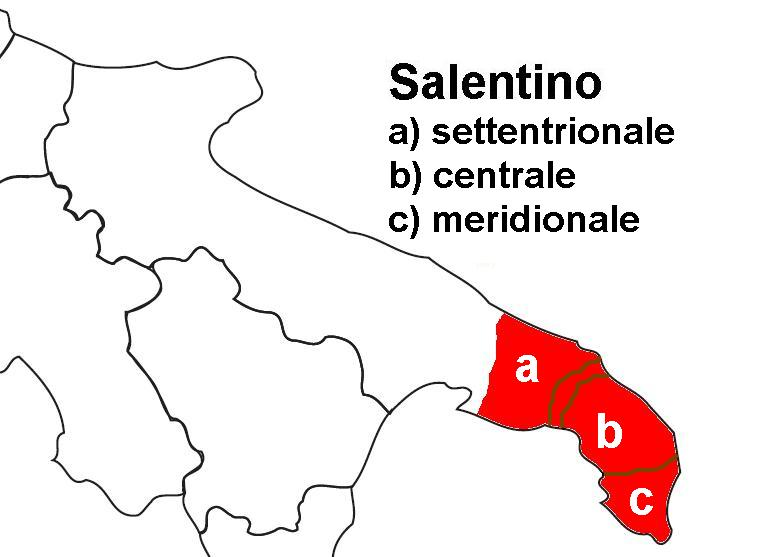
Diffusione del dialetto salentino

- Nigeria - 36
- Pakistan - 25
- Romania - 24

### Lingue e dialetti
Il dialetto parlato a Ortelle è il dialetto salentino nella sua variante meridionale. Il dialetto salentino, appartenente alla famiglia delle lingue romanze e classificato nel gruppo meridionale estremo, si presenta carico di influenze riconducibili alle dominazioni e ai popoli stabilitisi in questi territori nei secoli: messapi, greci, romani, bizantini, longobardi, normanni, albanesi, francesi, spagnoli.

### Religione
Ortelle è sede della parrocchia di San Giorgio Martire facente parte dell'arcidiocesi di Otranto. Ricade nella vicaria di Castro. Sino al 1818 era una parrocchia della soppressa diocesi di Castro di Puglia.

## Cultura

### Eventi
- Festa patronale di San Giorgio - 23 aprile
- Festa della Pirilla - prima decade di agosto
- Fiera di San Vito - quarta domenica di ottobre (una delle più antiche della Puglia, attiva da diversi secoli)

## Infrastrutture e trasporti

### Strade
I collegamenti stradali principali sono rappresentati da:
- Strada statale 16 Adriatica; Lecce-Maglie.
- Strada provinciale 363; Maglie-Santa Cesarea Terme-Castro

Il centro è anche raggiungibile dalle strade provinciali interne: SP81 Vaste-Ortelle-Diso-Andrano-Tricase, SP162 Ortelle-Vitigliano-SP233 per Cocumola, SP163 Ortelle-Spongano.

### Ferrovie
La stazione ferroviaria più vicina è quella di Poggiardo posta sulla linea ferroviaria Maglie-Gagliano del Capo delle Ferrovie del Sud Est. La Stazione FS più vicina è quella di Lecce.

## Amministrazione
Di seguito è presentata una tabella relativa alle amministrazioni che si sono succedute in questo comune.
| Periodo          | Periodo          | Primo cittadino              | Partito                 | Carica      | Note   |
| ---------------- | ---------------- | ---------------------------- | ----------------------- | ----------- | ------ |
| 9 gennaio 1985   | 7 giugno 1990    | Giuseppe Merola              | lista civica            | Sindaco     | [ 13 ] |
| 7 giugno 1990    | 24 aprile 1995   | Antonio De Luca              | Democrazia Cristiana    | Sindaco     | [ 13 ] |
| 24 aprile 1995   | 14 giugno 1999   | Salvatore Nicolì             | sinistra                | Sindaco     | [ 13 ] |
| 15 giugno 1999   | 14 giugno 2004   | Giorgio Carluccio            | centro-destra           | Sindaco     | [ 13 ] |
| 15 giugno 2004   | 8 giugno 2009    | Salvatore Piano              | lista civica            | Sindaco     | [ 13 ] |
| 8 giugno 2009    | 10 febbraio 2012 | Francesco Massimiliano Rausa | lista civica            | Sindaco     | [ 13 ] |
| 10 febbraio 2012 | 7 maggio 2012    | Paola Mauro                  | Commissario prefettizio | Comm. pref. | [ 13 ] |
| 7 maggio 2012    | 11 giugno 2017   | Francesco Massimiliano Rausa | lista civica            | Sindaco     | [ 13 ] |
| 11 giugno 2017   | 14 giugno 2022   | Francesco Massimiliano Rausa | lista civica            | Sindaco     | [ 13 ] |
| 14 giugno 2022   | in carica        | Edoardo De Luca              | lista civica            | Sindaco     | [ 13 ] |